# Appanoose
Appanoose était un chef Meskwaki qui vécut en Iowa au XIXe siècle. Il était le fils du chef Taimah et probablement le petit fils de Quashquame. La tribu Meskwaki occupait, avant la colonisation européenne, des territoires dans le Michigan, le Wisconsin, l'Illinois et l'Iowa.

## Tribu
Appanoose est aussi le nom d'une tribu éponyme, ayant évolué sur le territoire de l'Iowa. Cette tribu était notamment connue des occidentaux pour abriter un grand nombre de mines de charbon sur son territoire historique ; de nombreux appanooses sont devenus mineurs graduellement à partir du milieu du XIXe siècle. En 1903, les mines situées sur le territoire appanoose fournissaient la 2e plus grosse production de houille de l'Iowa, après celles des Mahaska.

## Géographie
Plusieurs lieux, territoires ainsi qu'un bâtiment de la marine américaine portent maintenant son nom :
- le comté d'Appanoose dans l'Iowa
- l'Appanoose County Courthouse
- le Rail communal du comté d'Appanoose (en)
- l'Appanoose Township, Franklin County, Kansas
- l'Appanoose Township, Hancock County, Illinois
- l'USS Appanoose[3]